# 呂氏菝葜
呂氏菝葜（学名：Smilax luei）为菝葜科菝契屬下的一个种。